# Padang Burnai (Muara Pinang)
Padang Burnai is een bestuurslaag in het regentschap Empat Lawang van de provincie Zuid-Sumatra, Indonesië. Padang Burnai telt 1139 inwoners (volkstelling 2010).